# Koushun Takami
Koushun Takami (高見 広春, Takami Koushun, Amagasaki, 10 januari 1969) is een Japans auteur en journalist. Hij is vooral bekend voor zijn roman Battle Royale uit 1999. Het boek werd verwerkt tot twee live-action films (in regie van Kinji Fukasaku) en drie mangareeksen.
Takami werd geboren in Amagasaki op 10 januari 1969. Hij groeide op in de Kagawa prefectuur. Zijn echte naam is Hiroharu Takami (高見宏治, Takami Hiroharu). Na het behalen van zijn literatuurdiploma aan de Universiteit van Osaka ging hij studeren aan de kunstcampus van Nihon Universiteit. Deze opleiding vervolledigde hij echter niet. Van 1991 tot 1996 werkte hij bij het nieuwsbedrijf Shikoku Shimbun, waar hij als journalist schreef over onderwerpen als politiek, politierapporten en economie.
Takami vervolledigde Battle Royale nadat hij Shikoku Shimbun verliet. Het werk werd afgekeurd in de laatste ronde van de 1997 Japan Grand Prix Horror Novel wedstrijd vanwege diens controversiële inhoud: het boek gaat over middelbareschoolstudenten die elkaar moeten vermoorden. Toen het boek in april 1999 werd gepubliceerd, werd het een bestseller. Een jaar later werd het verwerkt tot een film en een mangareeks.
Het boek werd vertaald naar het Engels door Yuji Oniki. Deze editie werd uitgegeven door Viz Media in 2003. Een uitgebreide Engelse editie volgde in 2009 door Haika Soru, dit opnieuw bij Viz Media. De eerste manga op basis van de reeks werd van 2003 tot 2006 naar het Engels vertaald door Tokyopop. De roman vergaarde beroemdheid in zowel Japan als in het Westen, waar het een cultstatus bereikte.
Na Battle Royale bracht Takami geen nieuw werk meer uit.